# Caino (Italia)
Caino (Caì in dialetto bresciano) è un comune italiano di 2 170 abitanti, situato in provincia di Brescia, nella Valle del Garza, in Lombardia. Si trova a 365 m sul livello del mare, a circa 12 km da Brescia, a nord della Valle del Garza, valle che comprende anche i paesi di Nave e Bovezzo, rientrando a pieno titolo nella Comunità montana della Val Trompia.

## Storia
La Valle del Garza era abitata, già dal paleolitico medio, da popolazioni migranti che nei secoli subirono varie dominazioni. A testimonianza dei primi insediamenti sono presenti nella Valle del Garza diversi siti archeologici. La conversione al cristianesimo della popolazione locale risale al IV secolo : il primo centro di culto cristiano, la pieve della Mitria, risalente al 1039, fu eretto su un precedente edificio dedicato al culto pagano del dio Mitra.
La strada Brescia-Colle Sant'Eusebio era stata tracciata sino a Caino in epoca napoleonica, quindi allungata nel 1835 durante il Regno Lombardo-Veneto sin oltre la cima del colle; trasformata poi nel 1923 in strada statale di prima classe.
Il comune di Caino venne aggregato a quello di Nave nel 1928, quindi ricostituito autonomo dal 1º aprile 1955.

### Simboli
Lo stemma e il gonfalone sono stati concessi con decreto del presidente della Repubblica del 16 febbraio 1999.
Il gonfalone è costituito da un drappo di bianco con la bordatura di rosso.

## Monumenti e luoghi d'interesse

### Chiesa arcipreturale di San Zenone
L'opera più conosciuta e simbolica del patrimonio artistico-culturale-religiosa del paese è la chiesa arcipreturale di San Zenone, con la sua pregevole pala posta sopra l'altar maggiore, raffigurante la Madonna col Bambino e San Zenone, olio su tela del Cignaroli.
La chiesa parrocchiale venne edificata intorno al 1730, su una preesistente del Cinquecento. Nel 2007, durante il parrocchiato di don Fabio Peli, è stato effettuato un importante restauro del manto pittorico.
La pala di San Zenone, attribuita al Cignaroli, raffigura la Vergine seduta su un basamento, nell'atto di reggere con la mano destra un libro e con la sinistra il Bambin Gesù che gioca con il bastone pastorale del vescovo Zenone inginocchiato al centro della pala. Un disegno preparatorio della pala è conservato presso la Veneranda Biblioteca Ambrosiana di Milano che reca in calce lo scritto, "Vergine e San Zenone Parrocchiale di Caino". Altre tele ornano gli altari laterali intarsiati di marmo: La Madonna del Rosario con i santi Caterina e Domenico (Padovanino 1588-1648), La Madonna in trono con i santi Rocco, Battista, Eusebio, dipinto circondato da una splendida soasa dorata. Altri dipinti tornati a risplendere negli anni novanta, per volontà dell'allora arciprete don Leonardo Ferraglio e riposizionati, negli ultimi anni, dall'attuale arciprete monsignor Marco Domenighini alla pubblica venerazione dei fedeli sono: la tela di San Giorgio, opera di Grazio Cossali e la tela di San Gaetano, attribuita ad un maestro bresciano della seconda metà del Settecento.
Nel 1760, il 20 dicembre, il vescovo di Brescia conferisce il titolo di arcipretura alla parrocchia di Caino, ed eleva i parroci di questa parrocchia al titolo di arciprete. Tale onorificenza venne concessa alla parrocchia di Caino per il prestigio e la bellezza della chiesa di San Zenone.
Nel piccolo cimitero vi sono conservate le ceneri dello scrittore Flavio Emer.

### Chiese montane
Lungo i sentieri montani, si scoprono i santuari legati al forte sentimento religioso degli abitanti di Caino: San Rocco, Madonna delle Fontane, Sant'Eusebio, l'eremo di San Giorgio, ognuno con le sue caratteristiche e particolarità.

### Santuario della Madonna delle Fontane
La chiesetta si colloca in un luogo suggestivo che favorisce la riflessione. Si narra che la Beata Vergine apparve ad un pastore muto. L'edificio settecentesco viene attribuito al celebre architetto bresciano Domenico Corbellini. L'interno è a due campate e dall'ingresso si ammira una bella cupola.

### Val Bertone
Situata a nord del centro abitato, la Val Bertone è una popolare meta per visitatori e turisti nella Valle del Garza. Pino silvestre, abete rosso e leccio ne fanno un suggestivo bosco che fa da sfondo al fiume Garza.

## Società

### Evoluzione demografica
Abitanti censiti

## Geografia antropica

### Urbanistica
Il paese di Caino viene distinto in tre blocchi principali:
- il centro, con piazza Trieste, la chiesa di san Zenone e via Villa Mattina;
- Novale, la parte est del paese, con caseggiati e numerosi cascinali in zona pedemontana;
- la zona ovest del paese.

Un piccolo nucleo abitativo è inoltre presente nella zona della Fucina, sulla riva destra orografica del torrente Garza. In questa zona sono presenti insediamenti risalenti al XVI secolo, quando la Fucina era un maglio fornito di mastro spadaro al servizio della Serenissima.

## Economia

### Turismo
A partire dai primi anni del Novecento, come attestato da un numero dell'Illustrazione Bresciana del 1903, fino agli anni trenta/quaranta, il comune conobbe un certo sviluppo turistico.

## Amministrazione
Di seguito l'elenco dei sindaci eletti direttamente dai cittadini (dal 1995):
| Periodo        | Periodo        | Primo cittadino    | Partito                           | Carica  | Note |
| -------------- | -------------- | ------------------ | --------------------------------- | ------- | ---- |
| 24 aprile 1995 | 14 giugno 1999 | Giovanni Merigo    | PPI                               | Sindaco |      |
| 14 giugno 1999 | 14 giugno 2004 | Luciano Arrigihini | lista civica                      | Sindaco |      |
| 14 giugno 2004 | 8 giugno 2009  | Paola Ferri        | lista civica di centro-destra     | Sindaco |      |
| 8 giugno 2009  | 26 maggio 2014 | Simona Bertacchini | Il Popolo della Libertà-Lega Nord | Sindaco |      |
| 26 maggio 2014 | in carica      | Cesare Sambrici    | lista civica di centro-sinistra   | Sindaco |      |

## Sport

### Calcio
Le squadre di calcio sono numerose e di diverse categorie.
La più famosa, anche se "in pensione" è il Macondo FC, dominatrice indiscussa degli anni 90, mentre nella stagione sportiva 2014-15 la Polisportiva Caino si è laureata campione Regionale ANSPI di calcio a 7 per la categoria Aspiranti accedendo poi alle finali nazionali nel settembre 2015 perdendo la finalissima con la squadra di Terni.

### Impianti sportivi
Il centro sportivo è composto da una campo da calcio a 7, uno stand gastronomico per eventuali tornei, e un campo da pallavolo indoor.